# Papir 93
El papir 93 (en la numeració Gregory-Aland), designat per 𝔓 93 és una còpia del Nou Testament en grec. És un manuscrit en papir de l'⁣Evangeli de Joan. Els textos supervivents de Joan són els versos 13:15-17. El manuscrit paleogràficament s'ha datat de mitjans del segle V.

## Text
El text grec d'aquest manuscrit és representatiu del tipus de text alexandrí. Encara no s'ha classificat a les Categories de manuscrits del Nou Testament d'Aland.

## Ubicació
El manuscrit es troba actualment a l'⁣Institut Papirològic Girolamo Vitelli (PSI Inv. 108) al Museu Arqueològic Nacional de Florència.